# Zheng Chaolin
Zheng Chaolin (chinois simplifié : 郑超麟 ; chinois traditionnel : 鄭超麟 ; pinyin : zhèng chāolín), né en 1901 à Zhangping, dans la ville-préfecture de Longyan, province du Fujian et mort le 1er août 1998 à Shanghai, est un traducteur et écrivain chinois. Il adhère à l'idéologie communiste en 1922, puis au trotskisme dès 1929. Il est emprisonné à plusieurs reprises : Deux fois sous Chiang Kai-shek, 1929, puis entre 1931 et 1937 et vingt-sept ans sous Mao Zedong et ses successeurs entre 1952 et 1979.

## Biographie
Zheng Chaolin est né à Zhangping dans la province du Fujian en 1901, il a reçu une éducation traditionnelle chinoise. En 1919, il se rend en France dans le cadre du Mouvement Travail-Études (sous lequel de jeunes étudiants chinois finançaient leurs études en travaillant à temps partiel dans l'industrie française) et subit l'influence de la pensée occidentale, notamment la Révolution russe. En conséquence, il a progressivement abandonné son attachement à la philosophie de Confucius et Mencius et même de Lao Zi et Zhuangzi, et a adhéré aux idées propagées par Chen Duxiu et ses co-penseurs qui prônaient la démocratie et la science. Peu de temps après, il s'intéresse  au marxisme et très vite il passa de la réflexion à l'action.
En juin 1922, lorsque de jeunes marxistes chinois résidant en Europe tiennent une réunion à Paris où ils créent le « Parti communiste de la jeunesse », Zheng Chaolin fait partie des dix-huit délégués, dont Zhou Enlai, Zhao Shiyan, Deng Xiaoping et Yin Kuan. En 1923, il a été choisi pour aller en Russie afin d'étudier à l'Université communiste des travailleurs d'Orient.
En juillet 1924, alors que le Parti communiste chinois avait un besoin urgent de cadres en raison du développement rapide de la situation révolutionnaire en Chine, il fut renvoyé en Chine avec Chen Yannian et d'autres. Il a travaillé au département de propagande du Comité central, a édité des journaux du Parti communiste, rédigé des matériels éducatifs internes et du matériel de propagande externe, et traduit l'ABC du communisme de Nikolaï Boukharine tout en enseignant à l'école du parti, soit l'Université de Shanghai. De 1925 à 1927, alors que la Révolution chinoise s'intensifie, il participe au Mouvement du 30 Mai et aux deuxième et troisième révoltes des ouvriers de Shanghai.
Après le coup d'état sanglant du 12 avril 1927 de Chiang Kai-Shek, Zheng suit le Comité central du Parti communiste chinois à Wuhan, où il participe au Cinquième Congrès du parti. Après le Congrès, il a été nommé chef du Département de la propagande du Comité provincial du Hubei. Après la défaite finale de la Révolution communiste, il participa à la fameuse conférence du 7 août et, peu après, retourna secrètement à Shanghai avec le nouveau comité central et prit la direction du nouvel organe du parti, Le Bolchevik, en tant que rédacteur en chef.
Après l'arrivée au pouvoir des communistes en 1949, Zheng réside toujours à Shanghai et en 1950 évoque ses réflexions sur le stalinisme et l’Union soviétique, ainsi que ses analyses des raisons de la victoire communiste en Chine et de la nature de la nouvelle gouvernance communiste. Il est arrêté le 22 décembre 1952 et reste en prison jusqu’en juin 1979 sans avoir été jugé.